# Шлюп (ветроходен боен кораб)
Вижте пояснителната страница за други значения на Шлюп.
Шлюп (на английски: sloop) – тип ветроходен кораб в Британския кралски флот от 18 − до средата на 19 век, без ранг, с рейтинг „24-оръдеен“ или по-малко, и затова не изискващ командир със звание капитан (captain). Определението не е универсално. По традиция, в него не се включват установилите се вече типове малки кораби, например тендер (на английски: tender) или шхуна (на английски: schooner).
През Първата и Втората световни войни, ВМС на Великобритания използват термина „шлюп“ за специализирани съдове за защита на конвои, включващи клас „Flower“ от ПСВ и успешния клас „Black Swan“ от ВСВ, с противовъздушно и противоподводно въоръжение.

## Произход
Отсъствието на ранг при шлюповете се обяснява с това, че за основна сила на флота са смятани линейните кораби, при спомагателната роля на фрегатите. Всички останали сили са разглеждани само като второстепенни, и вниманието към тяхното развитие е минимално. Често (но не винаги) те се обозначават с общото име (и термин) на английски: sloop-of-war.
Тази класификация е всъщност много размита, което дава отражение и на практика. Към шлюповете в определени периоди се отнасят както специално построените кораби, така и мобилизираните съдове, пленените и други, попадащи под това определение. Съответно, в употреба има цяла поредица от уточняващи термини, от който нито един не е напълно строго регламентиран: кораб-шлюп (на английски: ship-sloop), бриг-шлюп (на английски: brig-sloop, brig-of-war), въоръжен бриг (на английски: gun-brig), бомбардирски кораб (на английски: bomb) и т.н.
Британските шлюпове от епохата на ветрилата се отличават един от друг по размери, брой мачти, ветрилно въоръжение, артилерия и брой на екипажа. Най-големите от тях са миниатюрни 20-24-оръдейни фрегати с тримачтово право въоръжение, имат батарейна палуба, полубак и шканци. Най-малките са просто въоръжени ботове с една мачта, 1 – 4 оръдия или фалконети. За разлика от по-големите кораби, шлюповете могат да имат и весла.
Сред шлюповете на британска служба има шняви (на английски: snow), бретонски люгери (на английски: lugger), средиземноморски шебеки (на английски: xebec), и даже арабски дау (на английски: dhow). Има даже брегови съоръжения (HMS Diamond Rock), внесени в списъжите на флота като шлюпове. Болшинството от тях са гладкопалубни шлюпове с батарея на горната палуба, с ветрилно въоръжение на тримачтов кораб (във френския флот техен аналог са корветите), или бриг.
В състава на Руския императорски флот шлюпове се строят от средата на 18 до 19 век и се използват като разузнавателни, куриерски и дозорни съдове, за изпълнение на проучвателни и хидрографсхи работи, а също и като транспорт. През първата четвърт на 19 век в руския флот шлюповете са най-често използваният клас съдове в далечни и околосветски експедиции.

## Френските Революционни и Наполеонови войни
|        | Гладкопалубни | Гладкопалубни         | Полубачни | Полубачни             |
| Година | В строй       | В ремонт или в резерв | В строй   | В ремонт или в резерв |
| ------ | ------------- | --------------------- | --------- | --------------------- |
| 1794   | 0             | 0                     | 32        | 1                     |
| 1797   | 10            | 0                     | 43        | 2                     |
| 1799   | 23            | 0                     | 38        | 0                     |
| 1801   | 22            | 3                     | 34        | 0                     |
| 1804   | 37            | 0                     | 19        | 2                     |
| 1808   | 27            | 7                     | 49        | 3                     |
| 1810   | 19            | 2                     | 54        | 2                     |
| 1812   | 12            | 1                     | 50        | 1                     |
| 1814   | 9             | 1                     | 43        | 1                     |

Приведената динамика в числеността съответства на измененията в приоритетите на Британското Адмиралтейство. До 1805 г. основни задачи са генералното сражение между линейните кораби (за които шлюповете често водят разузнаване, поради хроничната недостатъчност на фрегати) и защита от нашествие през Ла Манша (унищожение на десантните средства и техните прикрития). Тези настъпателни задачи изискват бързоходни и маневрени кораби. Съответно числото на бързите, способни на остри курсове гладкопалубни шлюпове започва да расте.
Към края на 1805 г. линейните флотове на противниците на Британия са прогонени или унищожени. На преден план минават „второстепенните“ задачи на флота: блокадата, защитата на търговията, защитата на собствените брегове, конвоирането, патрулната и куриерската служба. За това по-добре подххождат по-силно въоръжените, по-мореходни, макар и по-бавни, тежки и тромави тримачтови шлюпове от полубачния тип. Снижението в тяхната численост през периода 1801 − 1804 г. се обяснява с приоритета на гладкопалубния тип, а също и с общите съкращения на флота в резултат на Амиенския мир от 1802 г.
С ръста на Британската империя към тези задачи се добавят изследванията, хидрографската служба, поддържането на отдалечените бази. Значението на леките сили, особено на шлюповете, още нараства. Потребността от тях надвишава възможностите на корабостроенето и човешките ресурси. Характерно е, че именно развитието на шлюповете предизвиква въвеждането в Британския флот на званието командер (на английски: Commander, пълно – на английски: Master and Commander), междинно между капитан и лейтенант. Англо-Американската морска война от 1812 г. още повече изостря таиз тенденция.

## Преходен период
През 1817 г. британската система на рейтинг според броя на оръдията е преразгледана. Определението за шлюп, следователно, все повече се размива.
С края Наполеоновите войни шлюповете започват да проникват във флотите на другите страни. Едновременно, Британия започва да строи, за същите цели, и други класове кораби, например такъв типично френски като корветата.
Отвъд пределите на Англия, типичният шлюп е тримачтов кораб от втората половина на 18 до началото на 19 век с право ветрилно въоръжение, водоизместимост до 900 t и въоръжение 10−28 оръдия. В руския флот се използват за дозорна и куриерска служба и като транспорт и изследователски съд.
От 1820-те години се появяват ветрилно-парните шлюпове. Въоръжението им надминава стандартното за времето на ветрилата. Срещат се кораби с оръдия от стария образец на брой 30 и повече, или с малък брой нарезни оръдия с голям калибър.
С прехода към парния флот класа на шлюповете отмира до началото на Първата световна война.

## Най-известните шлюпове
- Англия – „Бигъл“ (HMS Beagle).

- САЩ – „Констелейшън“ (Constellation)

Един от ветераните на ветроходната епоха. Преустроен на шлюп през 1854 г. от фрегата, построена 1797 г. По други данни е заложен през 1853, а е кръстен в чест на фрегата, построена 1797 г. Изпълнява дипломатически мисии (1854−1858), борба с търговията на роби (1859−1861), морска блокада на южните щати по време на Американската гражданска война, други задачи. От 1894 г. учебен кораб. Фигурира в списъците на флота до 1955 г. Съхранен до днес (началото на 21 век).
- Русия – „Восток“, „Мирний“